# MOCS3
La adenililtransferasa y sulfurtransferasa MOCS3 es una enzima que en los seres humanos está codificada por el gen MOCS3 .
El cofactor de molibdeno (MoCo) es necesario para la función de todas las molibdoenzimas. Una de las enzimas necesarias para la biosíntesis de MoCo es la molibdopterina sintasa (MPT sintasa). La proteína codificada por este gen se adenila y activa la MPT sintasa. Este gen no contiene intrones. Un pseudogén de este gen está presente en el cromosoma 14.